# La tigresa
La tigresa war ein mexikanischer Film aus dem Jahr 1917, bei dem Mimí Derba die Regisseurin war. 

## Handlung
Der Stummfilm ist ein Melodrama und erzählt die Geschichte von Eva und Bruno. Eva ist eine junge Frau aus der höheren Gesellschaft, die sich in den armen Künstler Bruno verliebt. Sie muss jedoch einen anderen heiraten, weshalb Bruno wahnsinnig wird und in eine Irrenanstalt eingeliefert wird, wo er Jahre verbringen muss. Eines Tages besucht Eva diese Anstalt im Rahmen einer Wohltätigkeitsveranstaltung. Bruno hält sie in seinem Wahn für eine Tigerin und erdrosselt sie.

## Hintergrund
Der Film wurde von Azteca Films, der Produktionsgesellschaft von Enrique Rosas und Mimí Derba, produziert. Rosas wirkte zudem als Kameramann an dem Film mit. Mit Mimí Derba führte erstmals in der Geschichte des Mexikanischen Films eine Frau Regie, auch wenn einige Quellen aussagen, dass Rosas für die technischen Aspekte verantwortlich war. Gedreht wurde La tigresa auf dem Studiogelände in Mexiko-Stadt. 